# Synopeas iteobia
Synopeas iteobia är en stekelart som beskrevs av Jean-Jacques Kieffer 1916. Synopeas iteobia ingår i släktet Synopeas och familjen gallmyggesteklar. Inga underarter finns listade i Catalogue of Life.